# Gustavo Gaviria Rivero
Gustavo de Jesús Gaviria Rivero (Pereira, 25 de gener de 1949 — Medellín, 12 d'agost de 1990) va ser un narcotraficant colombià, cosí germà de Pablo Escobar i cap financer del Càrtel de Medellín.
Encarregat de l'exportació de cocaïna, era la mà dreta de Pablo Escobar a qui va acompanyar des de principis de la dècada dels setanta.
Amb una fortuna comparable a la del seu cosí, no era tan conegut en els cercles de la delinqüència en tenir un perfil més baix però també amb un gran aparell militar al seu servei. Va passar a ser el segon home del grup narcoterrorista després de la mort de Gonzalo Rodríguez Gacha. Va morir a Medellín en un enfrontament amb la policia el 12 d'agost de 1990 quan es trobava sense escorta i en companyia de la seva família.
Atès que la mort de Gustavo Gaviria va ser 5 dies després que prengués possessió el president de Colòmbia César Gaviria, en aquell moment els mitjans de comunicació i el país en general van creure que el president havia començat el seu govern amb una ofensiva frontal contra el narco-terrorisme.